# ピノバンクシン
ピノバンクシン(Pinobanksin)は、抗酸化物質のフラバノノールである。低比重リポタンパク質の脂質過酸化反応を阻害し、還元α-トコフェロールラジカルの電子供与体となる。ヒマワリの蜂蜜中で見られる。
ピノバンクシンは、ピノセムブリンから生合成される。